# 亚历山大·泽林
亚历山大·尼古拉耶维奇·泽林（俄语：Александр Николаевич Зелин；1953年5月6日—），2007年5月9日至2012年4月27日担任俄罗斯空军总司令。空軍上将军衔，2012年5月起为俄罗斯国防部长顾问。
在1953年5月6日出生于佩列瓦利斯克（现在属于乌克兰东部的卢甘斯克州），1976年毕业于哈尔科夫高级航空飞行员学院，1988年加加林空军学院和1997年总参谋部学院毕业。
2002年8月到2007年5月，他担任航空首席主管，成为空军副总司令。2007年5月9日，成为俄罗斯空军总司令，2012年4月27日，梅德韦杰夫总统颁布命令，解除了俄空军总司令亚历山大·泽林上将的职务，并免除其军籍，但並無公佈原因。